# Blatnica (Martin)
Blatnica es un municipio del distrito de Martin en la región de Žilina, Eslovaquia, con una población estimada a final del año 2024 de 1074 habitantes.
Se encuentra ubicado al oeste de la región, cerca del curso alto del río Váh (cuenca hidrográfica del Danubio) y del parque nacional de Veľká Fatra.

## Demografía
| Año        | 1994 | 2004    | 2014    | 2024     |
| ---------- | ---- | ------- | ------- | -------- |
| Población  | 856  | 875     | 911     | 1074     |
| Diferencia |      | +2,21 % | +4,11 % | +17,89 % |

| Año        | 2023 | 2024    |
| ---------- | ---- | ------- |
| Población  | 1081 | 1074    |
| Diferencia |      | −0,64 % |